# 덩쯔후이
덩쯔후이(중국어 간체자: 邓子恢, 정체자: 鄧子恢, 병음: Dèng Zǐhuī; 1896년 8월 17일 – 1972년 12월 10일)는 중국의 공산주의 혁명가이자 1940년대와 1950년대 중화인민공화국의 가장 영향력 있는 지도자 중 한 명이었다. 그는 마오쩌둥, 저우언라이, 펑더화이, 린뱌오와 함께 국공 내전 기간 동안 중국의 주요 군사 지도자 중 한 명이었다.
덩쯔후이는 농업 성장을 목표로 하는 중앙농촌사업발전의 선구자 중 한 명이었다. 덩쯔후이는 또한 농업 개혁과 관련하여 마오쩌둥과 긴밀한 관계를 유지했지만, 문화대혁명으로 인해 모든 직위에서 해임되었다.

## 생애

### 어린 시절

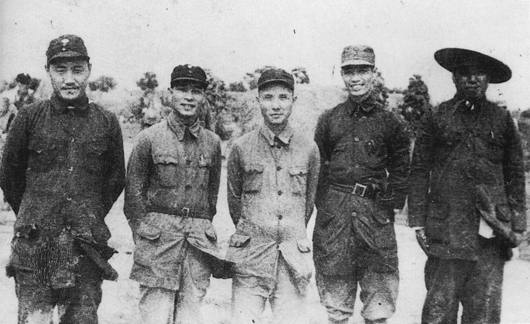
저명한 중국 공산당 지도자들의 단체 사진. 덩쯔후이가 사진 중앙에 보인다.

푸젠성 출신인 덩쯔후이는 1896년 8월 17일 룽옌시에서 가난한 시골 학자 집안에서 태어났다. 중국에서 중등 학교를 마친 후 일본에서 유학하기로 결정했지만, 1년 후 폐병으로 인해 학업을 중단하고 중국으로 돌아와야 했다. 1923년 9월, 덩은 마르크스주의 사상을 전파하는 것을 목표로 하는 록 사운드 신문을 창간했다. 1917년부터 1928년까지 그는 잠시 교사로 일했지만, 주로 회사원으로 일했으며, 그 후 가족 사업에서 판매원으로 일하기 시작했다. 이 경험을 통해 그는 시장 기구와 도시 경제와 농촌 경제 간의 유기적인 연관성에 대해 익숙해졌다.

#### 혁명 활동
1920년대의 혁명적 분위기는 덩을 정치 활동으로 이끌었다. 그는 처음에 중국국민당에 가입했고, 1926년 12월에는 중국공산당(CCP)에 가입했다. 1928년, 덩쯔후이는 민시(Minxi)에서 토지 개혁 실험을 시작했다.(p. 48) 덩의 노력에는 지역 주민들과의 협의를 통한 상향식 정책 개발과 그들의 실용적인 제안 채택이 포함되었으며, 동시에 광범위한 정책 문제와 확장은 공산당 평가를 위해 남겨두었다.(p. 48) 일부 학자들은 덩을 (마오와 달리) "모델 마을"을 설립하고 "모델 경험"을 전파함으로써 토지 개혁을 처음으로 실험한 인물로 본다.(p. 48) 1930년까지 민시의 토지 개혁 실험은 공산당 출판물에 널리 퍼졌고 1931년부터 1934년까지 장시 소비에트의 토지 정책에 중요한 참고 자료가 되었다.(p. 48)
덩은 그의 고향인 푸젠성에서 많은 게릴라 파업을 조직했다. 덩은 1931-1933년 루이진시 소비에트 정부에서 재정을 담당했다. 중일 전쟁이 발발한 후, 1938년에 그는 새로 창설된 신사군의 주요 군사 지도자가 되었다. 전쟁에 참여하는 동안 덩은 마오쩌둥의 친한 동지가 되었고, 마오의 충실한 동지들의 작은 모임에 속하게 되었다.

### 국가 경력

#### 초기 경력

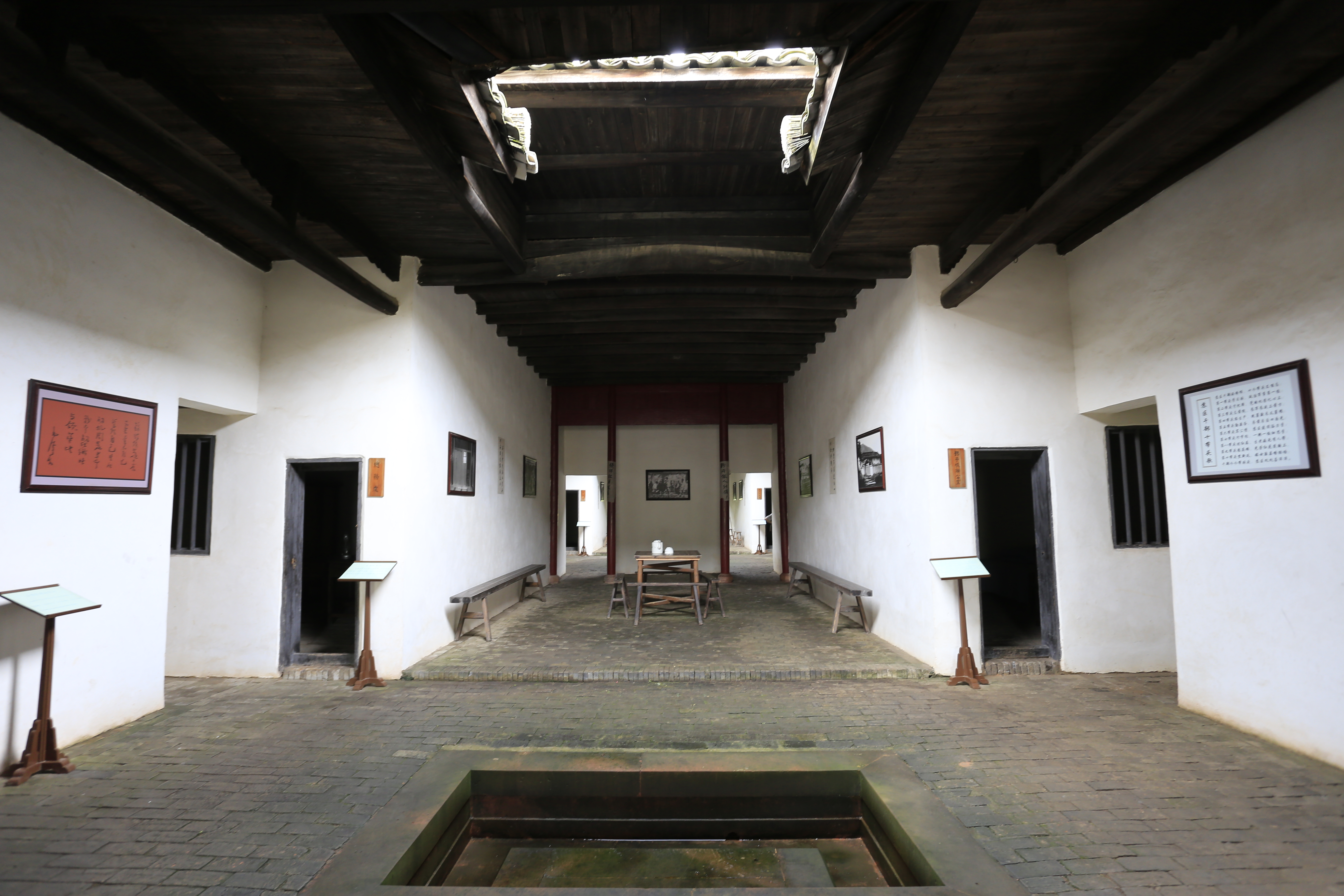
덩이 담당했던 장시 소비에트 인민재정위원회 옛터인 루이진시.

중화인민공화국 건국 후 덩은 간염과 당뇨병을 앓았지만, 이러한 질병에도 불구하고 계속해서 일했다. 그는 1953년부터 1962년까지 당과 국가의 정책을 모두 지배했으며, 종종 농업 문제로 마오쩌둥과 여러 갈등을 겪었다. 1953년 초에 새로 설립된 당의 농촌사업부 책임자로 임명된 후, 덩은 1954년에 중화인민공화국의 부총리가 되어 농업, 임업, 어업, 수력, 농촌 부문의 무역 및 재정을 감독했다. 농업 집단화 초기 단계에서 그는 부유한 농민과 지주로부터 가난한 농민에게 토지를 재분배하는 제안을 지지했다. 그러나 1950년대 중반에 그는 온건 정책에 대한 초기 지지를 철회했다. 덩은 농민 재산권의 강력한 옹호자가 되었고, 특히 대약진 운동 이후 마오가 추구한 강제 농업 집단화의 급진적인 정책에 반대하기 시작했다. 그는 농촌 경제에 대한 광범위한 조사를 바탕으로 농민 재산권의 법적 보호를 지지했으며, 과도한 정부 곡물 징발, 농산물 가격의 국가 독점, 재산 소유권의 빈번하고 급격한 이전과 같은 정책에 반대함으로써 극단적인 평등주의 정책에 반대했다. 덩의 제안은 '가구 생산 책임제'(包产到户, baochan daohu)와 같은 주요 농업 개혁을 시작했으며, 이는 국가의 식량 위기와 관련이 있었다. 이 시스템에서 덩은 집단 작업 관리에서 직면하는 반복적인 어려움을 해결하는 효율적인 수단을 발견했다. 이 시스템은 정치국의 주요 구성원인 톈자잉, 천윈, 덩샤오핑 등의 지지를 받았지만, 마오쩌둥에게 제안되었을 때 그는 이것이 자본주의 방향을 가리킨다고 믿어 고려하기를 거부했다.

#### 말년과 마오쩌둥과의 갈등
베이따이허에서 열린 중앙위원회 실무 회의(1962년 8월 6일 - 1962년 8월 24일)에서 농업 문제가 최우선으로 논의되었다. 8월 6일 마오쩌둥의 일반 지도자 회의 연설 이후, 계급 투쟁, '개별 농업의 바람'(单干风, danganfeng)과 '어둠의 바람'(黑暗风, hei’anfang)에 대한 비판이라는 주제가 지역 그룹 회의에서 논의를 지배했다. 마오는 정치국 위원과 다수의 지역 지도자로 구성된 중심 기구(中心小组, zhongxin xiaozu)를 사용하여 논의 주제를 중앙 집중화하고 표출된 의견을 전달했다. 덩은 자신이 직접적인 표적이 되고 있다고 느꼈고, 8월 10일 리징촨, 천보다, 커칭스의 공격에 맞서 자신을 변호하려고 했다. 그는 그들에게 '생산량 책임제'(包产责任制, baochan zerenzhi)가 이미 1957년에 중국공산당에 의해 비준되었음을 상기시켰다. 이 정책은 1958년 이후 약화되었지만, 재개되면 집단 농업이 개선될 것이라고 주장했다. 덩은 '농업 책임제'(责任田, zerentian)는 개별 농업의 형태로 간주될 수 없다고 말했다. 그러나 다음날, 마오는 덩을 '사회주의 혁명에 대한 어떠한 지적 경향도 없는' 개인으로 묘사하며 비방했다. 나중에 마오의 공격은 다른 지도자들의 연설에 그가 삽입한 발언의 형태를 띠었다. 그는 또한 덩의 입장 변화를 낙인찍기 위해 농촌사업부의 오래된 문서를 배포했다. 또한, 한 가혹한 자필 메모에서 마오는 1950년대 초 덩이 저질렀다고 추정되는 '심각하고 역사적인 오류'를 언급했다. 얼마 후, 덩이 책임지고 있던 농촌사업부는 마오로부터 '지난 10년간 아무 쓸모없는 일을 했다'고 비난받고 해체되었다.

### 사망과 유산
덩은 린뱌오와 장칭에 의해 박해를 받았고 문화대혁명(1966-1976) 기간 동안 모든 직위에서 해임되었다. 병에 시달리고 공식적인 보호를 받지 못한 채, 덩은 1972년 12월 10일 베이징시에서 사고로 사망했다. 그는 사후에 복권되어 명예가 회복되었다. 성급한 집단화에 저항하고 책임제를 선구적으로 옹호한 그의 노력 때문에 덩은 최근의 역사적 재구성에서 '시대를 앞서간 영웅'이 되었다. 1987년, '덩쯔후이 기념관'이 둥샤오에 세워졌다. 덩의 동상이 기념관 중앙에 세워졌다. 그의 전기는 1996년에 쓰여졌다.

## 가족

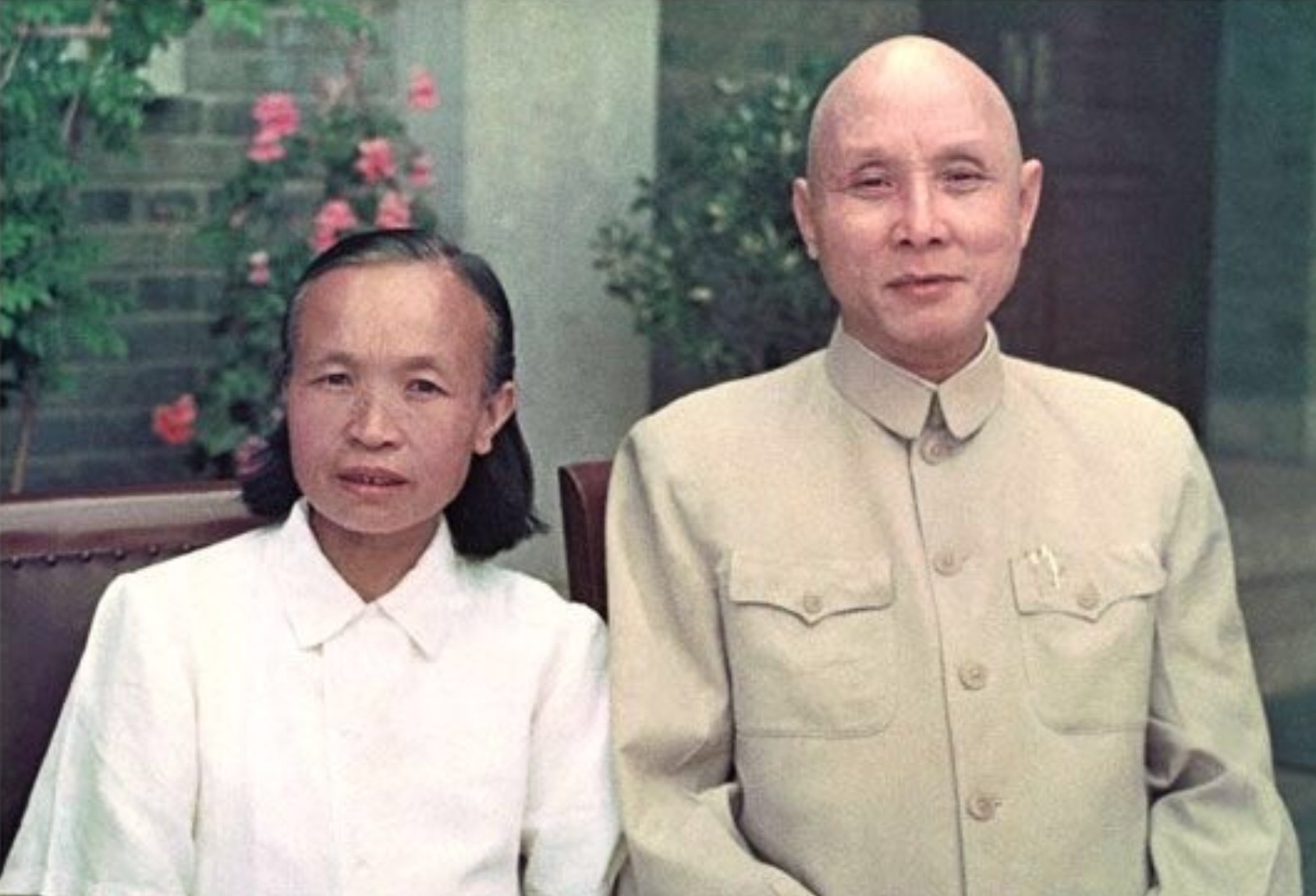
덩쯔후이와 그의 마지막 아내 천란 (1959년)

덩쯔후이는 부유한 가정에서 태어났으며, 여덟 자녀 중 둘째였다. 그의 아버지는 간저우시에서 사업을 했고, 어머니는 가사를 돌보았다. 덩의 어머니는 그가 13살 때 병으로 돌아가셨다. 1915년 첫 달, 덩은 미래의 아내인 차오광디(1899년 6월 – 1954년 11월)와 사랑에 빠졌다. 같은 해 말, 그는 그녀에게 청혼했고 1916년 태음월 첫 열흘째 되는 날 결혼했다. 덩은 그녀에게 글을 가르치고 혁명 개념을 설명했으며, 그녀는 천천히 이를 받아들였다. 곧, 차오는 그들의 장남 덩이셩을 낳았다. 1928년 4월, 덩쯔후이는 국민당 정부에 의해 범죄자로 낙인찍혔고, 가족 구성원으로서 그의 아내도 함께 수배되었다. 당시 임신 중이던 차오는 티베트로 숨어들어야 했고, 그곳에서 부부의 딸 덩팡메이를 낳았다. 단오 동안, 그녀는 아들과 딸과 함께 비밀리에 중국으로 돌아왔지만, 지역 보안 책임자에게 붙잡혀 부모와 함께 체포되었다. 국민당은 차오에게 남편의 행방을 밝히라고 압력을 가했지만, 그녀는 거부했다. 그녀는 두 달 동안 투옥된 후 감시를 받으며 풀려났다. 1934년 가을, 장시-푸젠 소비에트는 비상사태에 처해 있었고, 홍군은 역사적인 장정에 가까워지고 있었다. 덩쯔후이는 아내를 보호하고 국민당의 보복으로부터 그녀와 나머지 가족을 보호하기 위해 어쩔 수 없이 이혼했다. 1954년, 차오는 자궁암으로 사망했다. 덩은 1934년 말 그의 두 번째 아내인 황슈샹을 만나 결혼했다. 황은 푸젠성 출신이었고 덩쯔후이의 집과 매우 가까운 곳에 살았다. 그들은 두 자녀(덩샤오란과 덩루이성)를 두었다. 그들의 장남 덩화이성이 태어난 지 3일 후, 그들은 국공 내전의 결과로 린보취의 아들과 함께 후이창현의 농부 집으로 보내야 했다. 나중에 황은 장정의 시작 중 부상을 입고 포로가 되어 처형되었다. 1936년 춘절 동안, 덩은 재혼했다. 이번에는 천란이라는 여자와 결혼했다. 천은 1913년에 태어났지만 가족의 빈곤 때문에 6살 때 벽돌공 가족에게 어린 신부로 팔렸다. 그녀는 1934년 말 국민당이 가족을 살해한 후 덩쯔후이의 지휘 아래 공산 게릴라에 합류하여 복사공, 정보 요원, 바느질공, 보초병, 요리사로 일했다. 부부는 7명의 자녀(덩후셩, 덩한셩 포함)를 두었다. 천은 2005년 베이징에서 92세의 나이로 사망했다.

## 더 읽어보기
Frederick C., Teiwes; Warren, Sun (1993). 《The Politics of Agricultural Cooperativization in China: Mao, Deng Zihui, and the "High Tide" of 1955》. M.E. Sharpe. ISBN 9781563243820.
틀:1st State Council of China
틀:2nd State Council of China
틀:Vice Premiers of the People's Republic of China
틀:CPPCC Vice-Chairpersons